# ميغيل كاستيلو
ميغيل كاستيلو (بالإسبانية: Miguel Castillo)‏ (30 سبتمبر 1983 بتيغوسيغالبا في هندوراس - ) هو مدرب كرة قدم ولاعب كرة قدم هندوراسي في مركز الوسط. شارك مع منتخب هندوراس لكرة القدم. أما مع النوادي، فقد لعب مع ريال إسبانيا ونادي موتاجوا ‏ ونادي ديبورتيفو أوليمبيا ونادي فيكتوريا وPumas UNAH ‏.

## وصلات خارجية
- ميغيل كاستيلو على موقع الاتحاد الدولي (مؤرشف)  (الإنجليزية)
- ميغيل كاستيلو على موقع قاعدة بيانات كرة القدم.إي يو (الإنجليزية)
- ميغيل كاستيلو على موقع ناشيونال فوتبول تيمز (الإنجليزية)
- ميغيل كاستيلو على موقع Soccerway.com (الإنجليزية)